# Teodora Enache
Teodora Enache-Brody (n. 30 septembrie 1967, Gheorghe Gheorghiu-Dej, Bacău, România) este solistă de jazz, compozitoare și textieră din România.

## Biografie
După terminarea studiilor elementare și medii în orașul natal, a urmat facultatea de matematică la Universitatea "Alexandru Ioan Cuza" din Iași, pe care a absolvit-o în anul 1991. Încă din timpul facultății, a împletit pasiunea pentru matematică cu noua pasiune pentru muzică, urmând lecții de canto cu profesorul Dan Priscornic. Au urmat participări la Festivalul de Jazz de la Sibiu și la alte manifestări artistice.
A avut numeroase colaborări cu Johnny Răducanu. A mai cântat: cu Stanley Jordan, Benny Rietveld, Theodosii Spassov Arhivat în 28 august 2016, la Wayback Machine., Burton Greene, Lars Danielsson, Darius Brubeck, Cătălin Târcolea, Guido Manusardi, Ion Baciu Jr., Lucian Maxim, Marius Mihalache, Joca Perpignan, Călin Grigoriu, Răzvan Suma Arhivat în 28 septembrie 2019, la Wayback Machine. .

## Activitate muzicala[2]
Debuteazã în 1993 la Festivalul Internațional de Jazz de la Sibiu, unde primește Premiul pentru debut. 
Primii zece ani din carieră înregistrează numeroase participări în festivaluri internaționale, concerte și colaborări cu nume importante ale jazz-ului mondial. A susținut recitaluri la: Leipziger Buchmesse (Germania), Palais Jalta în Frankfurt (Germania), Milan Jazz Festival (Italia) cu Guido Manusardi, Luigi Bonafe & Lucio Canetti, Roof Garden & Villa Celimontana Jazz Festival din Roma (Italia) cu Johnny Răducanu, Jazz in Marciac Festival (Franța) cu Eric Legnini, Fabien Marcos, Jacques-Pierre Arnaud & Olivier Temime, Züricher Theater (Elveția), Valtellina Jazz Festival (Italy) cu Johnny Răducanu, Szolnok Jazz Festival (Ungaria) cu Jean Stoian, Biscuits & Blues Jazz Club în San Francisco (SUA), Astor Club din Las Vegas (SUA), Tufts University’s Goddard Chapel – Boston (SUA), Institutul Cultural Român & Pulse Club din New York (SUA), Corcoran Gallery of Art din Washington (SUA) cu Johnny Răducanu, Blues Alley din Washington (SUA) – ca invitatã a lui Curtis Fuller, Caveau de la Huchette din Paris (Franța), alãturi de Philippe Duchemin Quartet, Menden Jazz Festival (Germania) ca invitat special în concert cu Al Copley, Panama International Festival for Grand Opening of the Panama Canal ceremonies, Iridium Club din New York (SUA) cu Les Paul, Nouveau Jazz Club din San Francisco (SUA), cu Ricardo Scale, Montreux Jazz Festival (Elveția) împreună cu Stanley Jordan, Cormons Jazz & Wine Festival (Italia), Porgy & Bess din Vienna (Austria), The Ventury Club din New York (SUA) – concert caritabil pentru Alex Funds.
Între 2004 și 2010 beneficiază de un turneu european de concerte care promovează albumul său “Rădăcini”, cu apariții în Viena (Austria), Stockholm (Suedia), Berlin (Germania), Budapesta (Ungaria). Turneul este organizat de Ministerul Culturii, în colaborare cu Ministerul Afacerilor Externe și este urmat de un altul, în aceeași organizare, în SUA.
Tot în această perioadă apare împreună cu Stanley Jordan la Festivalul de Jazz de la Gãrâna (2005). Colaborarea cu Theodosii Spassov debutează în același an, la Jazz & Blues Festival de la Ruse.
În această perioadă majoritatea concertelor și recitalurilor au loc în străinătate, între care: Django Reinhard Memorial Festival din Berlin, United Nations Palace din Geneva, Library of Congress Gala din Washington, International House of Columbia University – New York, Kuumbwa Jazz Center din Santa Cruz, Arts Museum – Legion of Honor din San Francisco, Cal Tech University – Los Angeles, Corcoran Museum din Washington, Montreal Eurofest (Canada) cu Theodosii Spassov, Ambasada Românã din Washington, Institutul Cultural Român din Budapesta, cu Johnny Răducanu, Vienna Jazz Festival, Strasbourg Jazz Festival, Kiev Jazz Festival, Stockholm Jazz Festival, Warsaw Summer Jazz Days, Menden cu Decebal Bãdilã, Jazzmozdony @ Kultea Club Budapesta și Grand Café & Cinema Club Szeged, cu István Gyárfás & Balázs Berkes.
Puținele apariții pe teritoriul României includ: recital la Festivalul Internațional de Jazz de la Brașov cu Johnny Răducanu, Președinția României tot alături de Johnny Rãducanu, Transylvania Jazz Festival – Cluj Napoca (în calitate de invitată specială a lui Billy Cobham), Raiffeisen Bank Art Project / Philharmonic Tour: Iași, Cluj Napoca, Constanța, București și o lansare de album ‘Jazz Poems’ la Teatrul Național București (cu Ion Baciu & Johnny Rãducanu), concertele de la Academia de Muzică / Cluj Napoca și The Music Village / Bruxelles cu Burton Greene & Liviu Butoi, concertul de la Opera Maghiară Cluj Napoca cu Darius Brubeck Quartet și concertul de la sala ArCuB / București, cu Theodosii Spassov Orchestra feat. Burton Greene.
Între 2011-2016, demarează și dezvoltă câteva colaborari pe termen lung cu muzicieni de renume internațional, cum ar fi:
- ”Hymns For Voice & Fingers” alături de Stanley Jordan – cu apariții în Germania (Ingolstadt Jazztage), Elveția (Lugano Jazz Festival) și România (Ateneul Român București, Filarmonica din Cluj-Napoca și Sala Thalia din Sibiu).
- Benny Rietveld (fost basist al lui Miles Davis, actual basist și director muzical al lui Carlos Santana) și cvintetul acestuia prin Celebrations Of The Spirit Tour (București și Brașov - 2014), continuat cu proiectul ”Transfiguration” (prin concerte în București/Club Tribute, Filarmonica Sibiu/Sala Thalia și Cluj-Napoca – iunie 2016)
- Impressions From Pangaea alături de Lars Danielsson (concerte București și Cluj-Napoca în cadrul Jazz In The Park)
- Tot în această perioadă participă la Sofia Jazz Festival cu Daniele di Bonaventura.
- Împreună cu Theodosii Spassov dezvoltă un proiect inspirat de muzica lui Bela Bartók – împreună susțin concerte la Cluj Napoca, la Balcic și la Apollonia Festival din Bulgaria.
Primul album lansat în această perioadă este ‘A Child Is Born’ cu István Gyárfás & Balázs Berkes
- Colaborarea cu Benny Rietveld și cvintetul său se materializează în albumul ‘Transfiguration’ ale cărui înregistrări au loc în Las Vegas și în celebrele Abbey Road Studios din Londra. Acesta este urmat la foarte scurt timp de ‘Incantations – Homage To Bela Bartók’ înregistrat alături de Theodosii Spassov.
- Un alt moment important în cariera sa este proiectul de succes ”Profetul” (în 2017), un spectacol complex bazat pe celebra carte semnată de Kahlil Gibran, pe  versurile căruia Teodora a creat în întregime muzica, iar apreciata actriță Oana Pellea i-a fost partener de scenă.
- În perioada 2016 - 2018 Teodora a ocupat poziția de director artistic al Festivalului Internațional de Jazz din București. Muzicieni valoroși au fost aduși pe scena festivalului, spre bucuria fanilor de jazz. 
- În 2018, a înregistrat în Germania CD–ul intitulat “The Sound of our ROOT” (”Sunetul rădăcinii”), album în care a apărut prima înregistrare a Rapsodiilor Române de Enescu. 
- De aici s-a născut ideea proiectului ”From Classical to Jazz”, conceput de Teodora Enache special pentru Festivalul Internațional ”George Enescu” – ediția 2019. Pentru prima oară în lume, Rapsodiile au fost cântate vocal, într-o cheie complet inedită, de jazz, noul aranjament muzical fiind semnat de către Teodora Enache și Călin Grigoriu. Evenimentul care a avut loc pe 9 septembrie 2019, la Teatrul Național București (Sala Mare) a fost sold-out cu 3 zile înainte și s-a bucurat de un mare succes de public și de aprecierea presei. 
Alături de Teodora, pe scenă s-au aflat Călin Grigoriu (chitară), Joca Perpignan – Israel (percuție) și Răzvan Suma (violoncel) – ca invitat special. Alături de Rapsodia I și a II-a de George Enescu, proiectul a mai inclus câteva lucrări clasice reinterpretate într-o versiune deosebită: Dansurile Românești - Bartók, Sonata Lunii - Beethoven, Aria - Bach sau Canon - Pachelbel. 
A publicat câteva articole în revista "Observator cultural". editura "For You" i-a cerut colaborarea la prefața noii traduceri a "Profetului" de Khalil Gibran. 

## Premii și distincții
- ”Premiul pentru debut” - Festivalul Internațional de Jazz din Sibiu - 1993
- Premiul de excelență pentru ”Cea mai importantă contribuție internațională în jazz adusă de către un artist român” – Soc. Română de Radiodifuziune - 2007 & 2008
- ”Proiectul anului” pentru spectacolul ”Profetul” - Gala Premiilor de Jazz - 2017
- Premiul ”Muzicianul Anului” în cadrul Galei Premiilor de Jazz - 2018 & 2019

## Discografie
- "Ballad of The Sensitive Plant" (Alpha Sound Production, România), 1997
- "X-treme" (în colaborare cu Cătălin Târcolea), 1998
- "Jazz Behind The Carpathians: Johnny Răducanu Meets Teodora Enache" (Green Records, România) 1999
- "Meaning of Blue" (iQuest, România), 2000
- "Jazz Made In Romania" (Mediaround, USA), 2001
- "On The Sunny Side Of My Street" (A&A Records, România), 2001
- "Rădăcini / Back to My Roots" (Mediaround, USA), 2002
- "Teodora Enache Live, with Rick Condit & Ion Baciu Jr. Trio" (Soft Plus, România), 2004
- "Rădăcini – Shorashim" (Soft Records, România), 2007
- "Swing Me To The Moon" (Soft Records, România), 2007
- "Inside Stories - Jazz Poems" (TVR Media, România), 2006
- "A Child Is Born" (E Media, România), 2011
- "Looking In The Mirror" (E Media, România), 2012
- "Incantations : Homage to Bela Bartok" (E Media, România) 2016
- "Transfiguration" (Madman Junkyard, USA), 2016
- ”Sound of the Root” (Art of June Studios, Frankfurt, Germania) - în curs de apariție
- ”From Classical to Jazz” (Art of June Studios, Frankfurt, Germany) - în curs de apariție
- ”The Prophet” (Art of June Studios, Frankfurt, Germany) - în curs de apariție